# Gabriele Wetzko
Gabriele Wetzko (Lipsia, 24 agosto 1954) è un'ex nuotatrice tedesca orientale.

## Carriera
Ha fatto il suo debutto internazionale nel 1967 ai Campionati europei juniores, dove ha vinto il titolo dei 100 metri stile libero. L'anno seguente partecipò ai Giochi Olimpici del 1968 a Città del Messico, dove vinse la medaglia d'argento con la staffetta 4 x 100 metri stile libero della Germania dell'Est. Nelle gare individuali, si è classificata quarta nei 200 metri stile libero e quinta nei 400 metri stile libero.
Nell'estate del 1969 è diventata la prima donna europea a nuotare i 100 metri stile libero sotto il minuto, quando ha migliorato il record europeo a 59,6 secondi a Budapest.
Ai Campionati europei di Barcellona del 1970 vinse i titoli dei 100 metri e dei 200 metri stile libero, entrambi con un record europeo. Ha vinto anche la staffetta 4x100 metri misti e la staffetta 4 x 100 metri stile libero con un record mondiale.
Due anni dopo, alle Olimpiadi estive del 1972 a Monaco di Baviera, vinse nuovamente l'argento nella staffetta 4x100 metri stile libero e si classificò quarta nei 100 metri stile libero.
Ritiro e ulteriore carriera professionale
Nel 1973 ha concluso la sua carriera di nuotatrice e ha iniziato a studiare medicina, in seguito ha studiato economia e ha completato questi studi.

## Palmarès
- Giochi olimpici estivi

Messico 1968: argento nella 4x100m stile libero.
Monaco di Baviera 1972: argento nella 4x100m stile libero e nella 4x100m misti.
- Europei

Barcellona 1970: oro nei 100m e 200m stile libero, nella 4x100m stile libero e nella 4x100m misti.